# Базальная тревога
Базальная тревога — чувство изолированности или беспомощности, переживаемое ребёнком по отношению к потенциально опасному внешнему миру. Оно появляется в результате фрустрации детской потребности в безопасности и проявляется в отношениях ребёнка с другими людьми.
Понятие введено в психологию Карен Хорни. Базальная тревога является предпосылкой для развития неврозов у взрослого человека.

## Причины
Базальная тревога возникает в результате нарушения взаимоотношений с близкими взрослыми. Взрослые сосредоточены на собственных неврозах и не воспринимают ребёнка как отдельную целостную личность, что приводит к фрустрации потребности в безопасности и свободе, невозможности непосредственно выражать свои чувства и мысли..

## Базальная тревога и базальная уверенность
Ребёнок, выращенный в невротических условиях, не испытывает чувства уверенности в себе и других (базальная уверенность), и на смену ему приходит чувство базальной тревоги.
Здоровый человек выстраивает отношения с другими людьми на основе непосредственного общения с ними. Человек, обладающий базальной тревогой, выстраивает межличностные отношения так, чтобы его базальная тревога уменьшалась в результате взаимодействия. Таким образом, естественные пути взаимодействия изменяются. В детском возрасте К. Хорни выделяет три основные способности, необходимые для формирования здоровых отношений:
- Способность к привязанности;
- Способность к борьбе;
- Способность к одиночеству.

Ребёнок, испытывающий базальную тревогу, использует эти способности в крайне выраженных проявлениях. Способность к привязанности перерастает в соглашательство, способность к борьбе — в агрессивность, способность к одиночеству — в уход от других. Согласно этим способностям выделяются три направления в отношениях с окружающими: совместно с ними, против них, от них. Ребёнок, обладающий базальной тревогой, стремится развиваться одновременно в трёх направлениях, из-за чего у него образуется базальный конфликт.

## Стратегии компенсации
Так как человек, обладающий базальной тревогой испытывает трудности в построении межличностных отношений, то при взаимодействии с людьми он использует стратегии компенсации тревоги. Карен Хорни выделяла 10 компенсаторных стратегий и назвала их невротическими потребностями или тенденциями.
1. Потребность в любви и одобрении проявляется в том, что человек, страдающий неврозом, требует любви и одобрения от всех окружающих, стремится соответствовать их ожиданиям[5].
2. Потребность в партнёре. Человек, испытывающий такую потребность, перекладывает на партнёра ответственность за решения и удовлетворение желаний, предпринимает попытки манипулировать партнёром, испытывает страх одиночества[5].
3. Потребность в ограничениях[1] предполагает ограничение потребностей, предпочтение второстепенных ролей, избегание ответственности, игнорирование желаний, привычку довольствоваться малым[6].
4. Потребность во власти — выражается в стремлении к подчинению других, презрению других, презрению эмоций, вере в собственное интеллектуальное превосходство, боязнь неконтролируемых ситуаций, боязнь ошибаться[7].
5. Потребность в эксплуатации других включает в себя стремление манипулировать другими, оценивание других с точки зрения их полезности, боязнь самому оказаться эксплуатируемым[8].
6. Потребность общественного признания заключается в зависимости самооценки человека от общественного признания, оценке людей и предметов с точки зрения их престижности, страхе потерять общественное признание и престиж[9].
7. Потребность в восхищении собой заключается в наличии воображаемого идеального образа себя и требовании от других восхищаться качествами данного образа, зависимости самооценки от соответствия своей реальной личности данному образу, нарциссизм[10].
8. Потребность превосходить других — зависимость самооценки от наличия превосходства над другими, постоянная деятельность, имеющая целью достижение превосходства, страх неудачи[11].
9. Потребность в самодостаточности выражается в желании абсолютной независимости, страхе зависеть от других людей и обстоятельств[11].
10. Потребность в достижении совершенства выражается в постоянном стремлении к совершенству, чувстве превосходства над окружающими, страхе обнаружить у себя недостатки и боязни ошибок[12].